# Manakacha-Formation
Die Manakacha-Formation ist die zweite Formation der Supai Group. Sie wurde während des Oberkarbons im Südwesten der Vereinigten Staaten im Bereich des heutigen Colorado-Plateau abgelagert.

## Etymologie

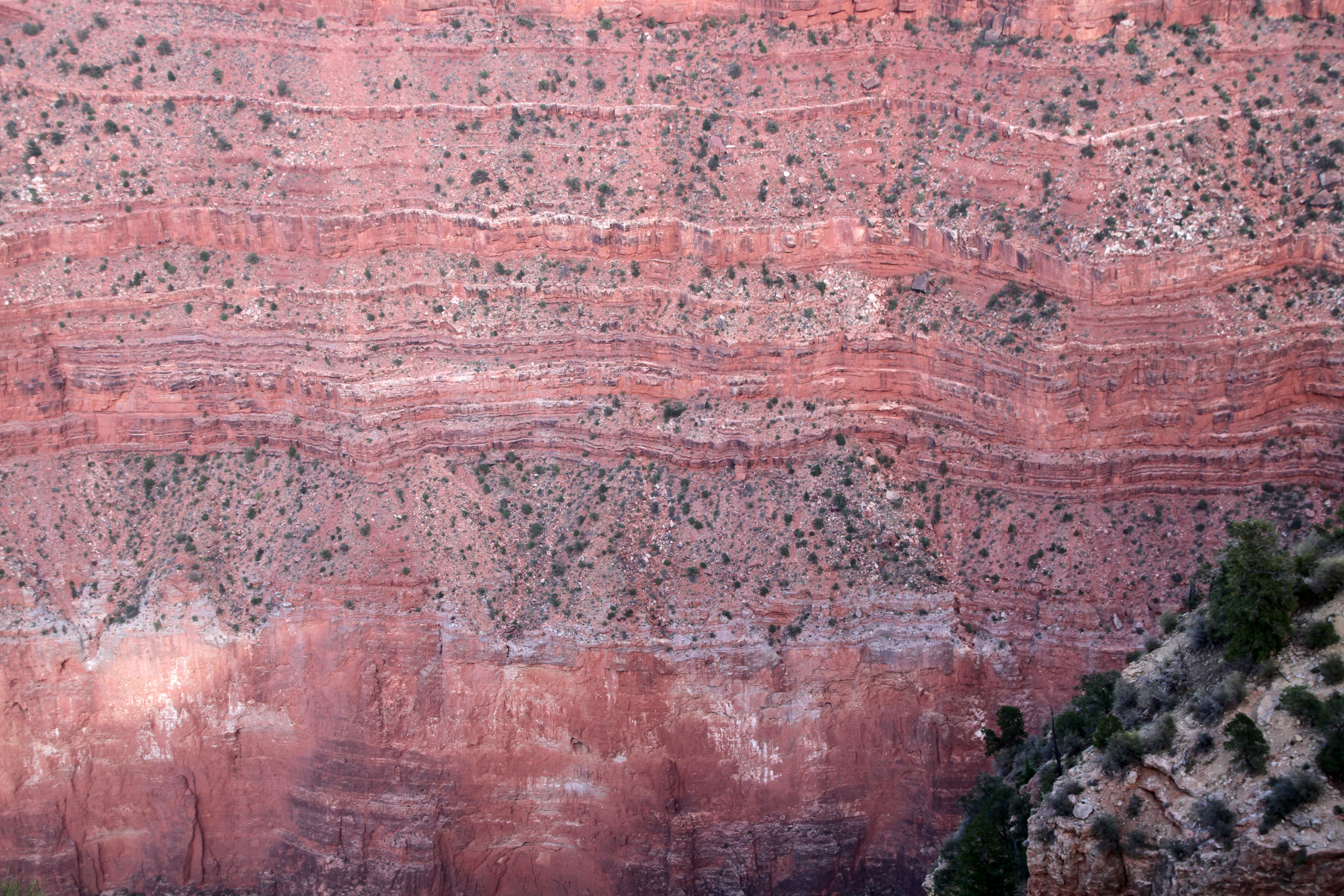
Über der Bastion aus Redwall Limestone folgt die hangbildende Watahomigi-Formation und die Manakacha-Formation mit mehreren Steilwandlagen

Die Formation wurde nach dem Manakacha Point östlich oberhalb von Supai benannt. Das Wort Manakacha oder auch Manakaja ist ein Familienname der Havasupai.

## Erstbeschreibung
Die Erstbeschreibung der Manakacha-Formation erfolgte im Jahr 1975 durch Edwin D. McKee, der erstmals die neu geschaffene Supai Group in vier Formationen unterteilte, darunter die Manakacha-Formation. Die Supai Group war im Jahr 1910 von N. H. Darton noch als Supai Formation definiert worden.

## Vorkommen
Neben den Vorkommen im Grand Canyon Arizonas erscheint die Manakacha-Formation weiter südwärts am Mogollon Rim im Verde Valley, ebenfalls in Arizona. Sie wird generell zur Plateau Sedimentary Province des Colorado-Plateaus gerechnet.
Die Typlokalität der Manakacha-Formation befindet sich am Apache Trail östlich von Supai. Der Pfad führt unterhalb der Felswände durch das Schoolhouse Canyon hindurch und zieht dann nördlich unterhalb des Manakacha Points zum Coconino-Plateau hinauf. An diesem Pfad befinden sich ferner die Typusprofile der Wescogame-Formation und des Esplanade Sandstones.

## Stratigraphie
Die Manakacha-Formation überlagert die Watahomigi-Formation – die erste Formation der Supai Group – erosionsdiskordant. Sie wird ihrerseits ebenfalls erosionsdiskordant von der Wescogame-Formation abgedeckt.
Ihre Mächtigkeit schwankt generell zwischen 61 und 84 Meter, es sind jedoch Minimalwerte von 44 Meter und Maximalwerte bis zu 105 Meter bekannt. Die Mächtigkeit beträgt 78 Meter an der Typlokalität.
Zeitliche Äquivalente der Manakacha-Formation sind die vollmarine Bird Spring Formation und der Callville Limestone im südlichen Nevada sowie die Hermosa Group im Nordosten Arizonas. Ungefähr zeitgleich ist auch der Weber Sandstone im Dinosaur National Monument im Nordosten Utahs.

## Lithologie

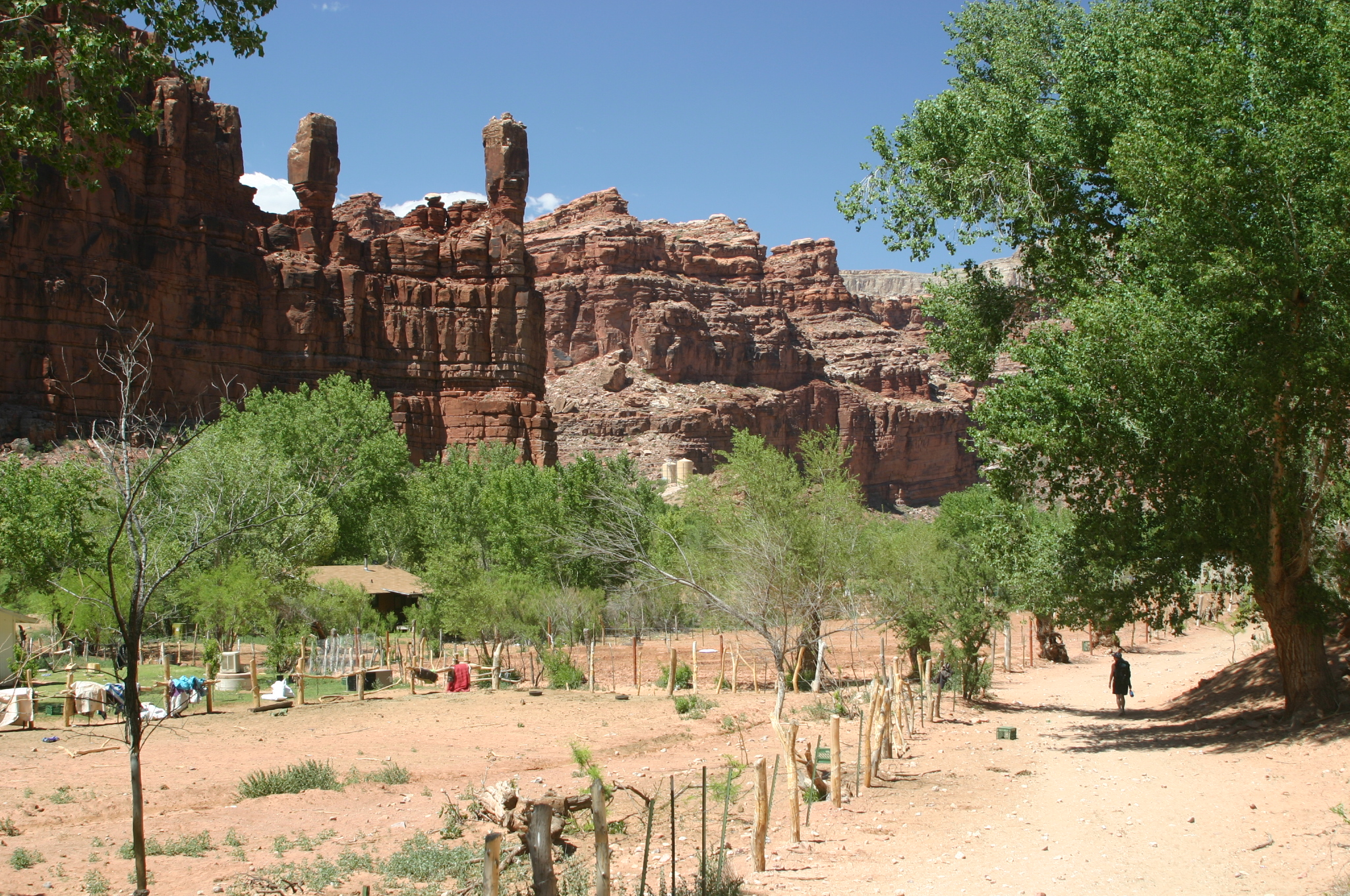
Die beiden Felstürme der Wigleeva gehören bereits zur Wescogame-Formation, darunter die Manakacha-Formation

Die Manakacha-Formation (IPsm) wird lithologisch nicht in Member unterteilt, es können aber zwei Abschnitte unterschieden werden – ein unterer Steilwandbereich, der im Hangenden zusehends verflacht. Die Steilwand des Liegenden besteht vorwiegend aus einem leicht grauen bis rotfarbenen, kalkhaltigen, mittel- bis grobgebankten, schräggeschichteten Sandstein. Hinzu treten können hier Dolomite und sandige Kalke. Die Mächtigkeit der unteren Steilwand schwankt generell zwischen 29 Meter im Osten und 78 Meter am Kaibab Trail. Ihr Kalkgehalt nimmt in Richtung Westen zu, so dass schließlich zahlreiche Kalkabsätze in Erscheinung treten.
Die untere Steilwand und die obere Hanglage werden gewöhnlich von einer konglomeratischen Zone getrennt. Die obere Hanglage enthält überwiegend einen tonigen Siltstein und Tonstein mit Zwischenlagen aus dünnbankigem Kalk und Sandstein. Auch in ihr nimmt der Kalkgehalt in Richtung Westen zu, so dass schließlich dünn- bis mittelbankige Kalklagen auftreten. Die Farbgebung ist hellrot, weiß bis grau. Die obere Hanglage wird am South Kaibab Trail bis zu 45 Meter mächtig, reduziert sich aber im Westen auf 13 Meter.
Insgesamt erreicht die Sandfraktion ihr Maximum mit 50 bis 60 Prozent im Osten und im Zentrum, reduziert sich aber stark im Westen. Die Tonfraktion besitzt ihr Maximum mit bis zu 60 Prozent im Osten. Der Karbonatgehalt konzentriert sich mit bis zu 90 Prozent eindeutig im Westen, ist mit bis zu 75 Prozent noch recht bedeutend im Zentrum, verliert sich aber praktisch im Osten (bis maximal 20 Prozent).

### Sedimentologie
Die Manakacha-Formation besteht aus einer Mixtur von äolischen, fluviatilen und marinen Lithofazies, wobei äolischer Sandstein im zentralen Grand Canyon ausschlaggebend ist. Verallgemeinernd handelt es sich hierbei um eine Abfolge aus rötlichen bis hellbraunen, schräggeschichteten Sandsteinen, die mit dunklen bis rotbraunen Tonsteinen wechsellagern.
Die Schrägschichtung meist mittleren Maßstabs kann auch größere Dimensionen annehmen. Sie ist überwiegend tafelförmig-planar, oft auch keilförmig, Trogformen treten nicht auf. Der Einfallswinkel der Foresets beträgt im Mittel 20°, kann aber bis auf 27° und 28° anwachsen. Die Einfallsrichtung ist generell Süd mit einer Streubreite von 71°. All dies bekundet eine starke Ähnlichkeit mit der überlagernden Wescogame-Formation, die aber eine größere Streubreite besitzt und etwas mehr nach Südost orientiert ist.
Die recht kompetenten Sandsteine bilden meist Steilwände oder kleinere Absätze, die inkompetenten Tonsteine hingegen Geländekerben. Die Sandsteine sind generell als mäßig bis gut sortierte Quarzarenite mit abgerundeten Körnern ausgebildet. Gesteinsbruchstücke machen weniger als 5 Volumenprozent aus und werden von Calcit zementiert. Relativ kleine opake Bestandteile bestehen aus den Oxiden Ilmenit und Magnetit. Die Schrägschichtungskörper in den Sandsteinen bewegen sich im Zentimeter- und Meterbereich. Sie bauen sich aus fein- bis mittelkörnigem Quarzsand auf, wobei die durchschnittlich 2 Millimeter dicken Lagen eine Vergröberung der Korngrößen ins Hangende aufweisen (inverse Gradierung). Es lassen sich auch bis zu 3 Zentimeter dicke Rutschlagen (Englisch sand flows) erkennen, welche am Dünenfuß-Leehang auskeilen. Lagen mit Suspensionskörnern (Englisch Grainfall) lassen sich hingegen eigenartigerweise nicht beobachten. Dies mag ein Hinweis auf relativ feuchte Ablagerungsbedingungen sein. Ferner treten invers gradierte, relativ flache Zwischenlagen auf, die als Windrippel gedeutet werden können.
Die zwischengelagerten Tonsteine sind strukturlos und dünnlagig, ihre Mächtigkeit schwankt zwischen 1 Zentimeter und 2 Meter. Sie können Kalkknollen enthalten, welche einer diagenetischen Phase entstammen – womöglich zeitgleich mit der Kalkfällung zwischen den Körnern der  Sandsteinlagen. Manche Tonsteine weisen auf Verformungen des unverfestigten Sediments hin, wobei unter der Auflast eine Sedimentaufpressung in die überlagernden schräggeschichteten Sandsteine erfolgte.
Tonminerale in der Manakacha-Formation sind seltener Corrensit, Illit und Kaolinit.

### Sedimentstrukturen
Neben Rippeln und Schrägschichtungskörpern erscheinen in der Manakacha-Formation als Sedimentstrukturen Regentropfenmarken und Trockenrisse.

### Kontaktverhältnisse

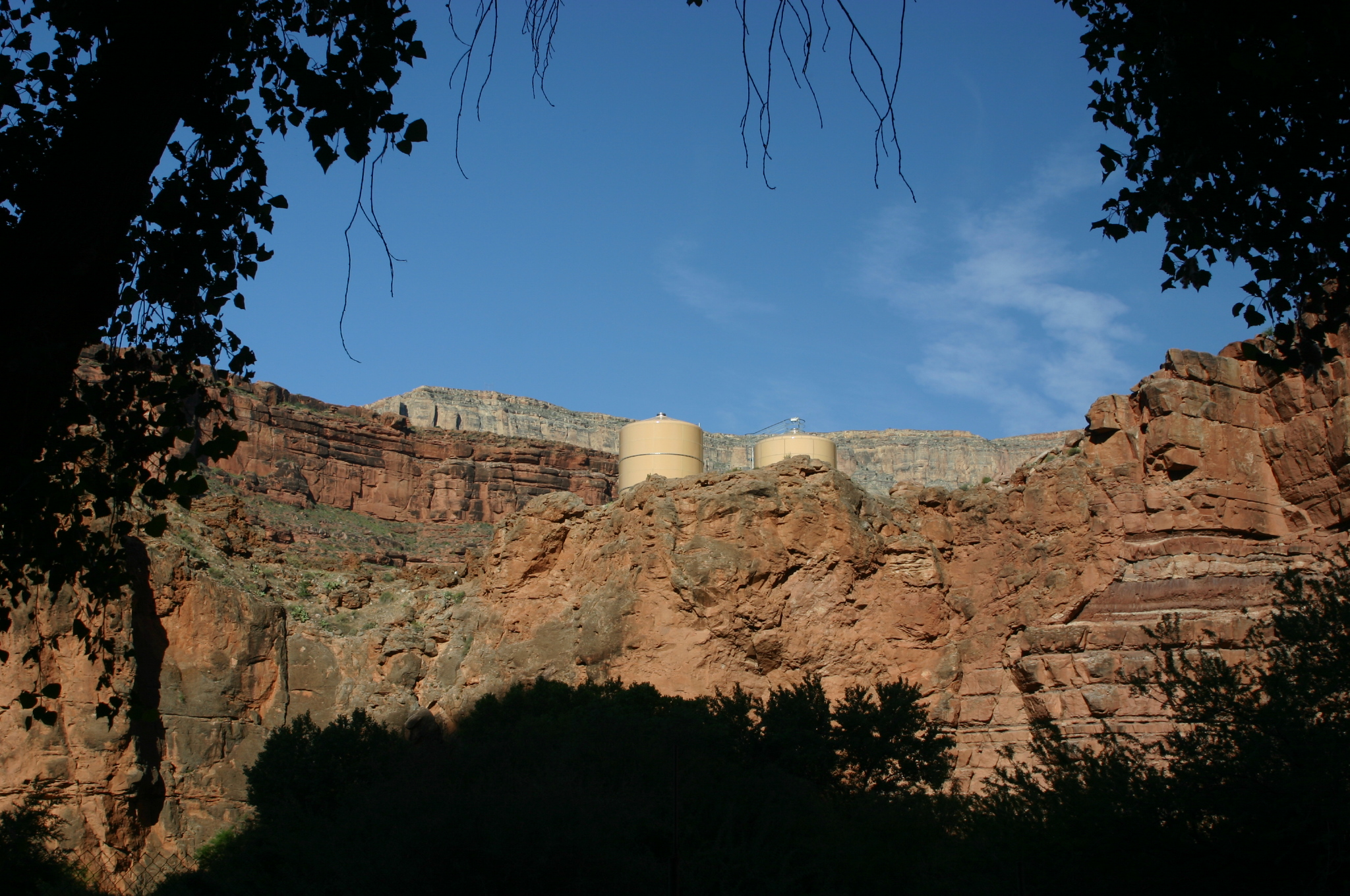
Erosionskanal der Wescogame-Formation (unterhalb der Wassertanks) mit der Manakacha-Formation (rechts)

Der Liegendkontakt zur Watahomigi-Formation stellt eine Erosionsfläche in strukturlosem rotbraunen Siltstein dar, ist aber im Unterschied zu den anderen Formationen der Supai Group nicht konglomeratisch ausgebildet. Der unterlagernde Siltstein wird in unregelmäßigen Abständen von 30 bis 60 Zentimeter tiefen Rinnen durchzogen und ist stellenweise vollkommen wegerodiert. Der Hangendkontakt zur Wescogame-Formation ist eine ausgesprochen deutliche Erosionsdiskordanz. Breite, flachgründige Rinnen sind bis zu knapp 25 Meter tief in schräggeschichtete Sandsteine der Manakacha-Formation eingeschnitten und sodann mit rot-orangen Sandsteinen der Wescogame-Formation verfüllt worden (siehe Abbildung rechts).

## Paläogeographie
Das Oberkarbon Laurussias war von zwei entscheidenden Ereignissen geprägt. Einerseits die Kollision mit Gondwana und die Herausbildung des Superkontinents Pangäa, andererseits ein neuerliches Ansteigen des Meeresspiegels und der Beginn der Absaroka-Megasequenz, die ihren Höchststand mit rund 180 Meter zu Beginn des Perms erreichen sollte. Das Grand Canyon lag zum damaligen Zeitpunkt in einer recht flachen Meereseinbuchtung, der Grand Canyon Embayment, die sich rund 500 Kilometer nördlich des Paläoäquators befand. Die Bucht öffnete sich zu einem offenen Schelfmeer im Westen, wurde aber erst mit Erreichen der Grenze Nevadas vollmarin. Im Norden, Osten und Süden war sie von Festland umgeben und wurde hauptsächlich von Dünenfeldern, Wadis und von Gezeiten dominierten Ästuaren umringt. Hochlandgebiete waren der Defiance Uplift an der Grenze zu New Mexico sowie ein Sporn im zentralen Südwesten Utahs (das so genannte Piute positive element). Strittig ist hierbei, ob tatsächlich eine Meeresverbindung nach Nordosten zum Paradox-Becken bestand. Der Ablagerungsraum lag im Einflussbereich des Nordostpassats (der aber aufgrund der verdrehten Lage Laurussias der jetzigen Nordrichtung entspricht).

## Sequenzstratigraphie
Die Manakacha-Formation wurde während eines Tiefstands des Meeresspiegels sedimentiert – dem Atokan lowstand. Dieser entspricht einer ausgeprägten Vereisung in Argentinien und in Australien. Die Formation repräsentiert auf diesem Hintergrund den zweiten Transgressions-Regressions-Zyklus der Supai Group. Der marine Vorstoß war während der Ablagerung der Steilwandeinheit erfolgt, wohingegen der Rückzug mit Beginn der Hanglagensedimentation einsetzte und sich in einer gesteigerten Zufuhr von Detritus äußerte. So erreichte der unlösbare Sedimentrückstand während der Regression immerhin 70 Prozent, wohingegen er zu Beginn der Transgression nur 10 Prozent betragen hatte. Wegen ihres stark kontinentalen Charakters sind sequenzstratigraphische Untersuchungen an der Manakacha-Formation undurchführbar. Die äquivalente Bird Spring Formation in Nevada ergab jedoch drei gleichstarke Sequenzen rhythmischer Faziesabfolgen, die eine relativ konstante Subsidenz- und Sedimentationsrate für den mehr offen marinen Bereich belegen. Die Zyklen bewegten sich hierbei von Fazies des inneren Plattformbereichs zu Fazies des restriktiven Plattforminneren.

## Ablagerungsmilieu
Die Manakacha-Formation war ursprünglich als vorwiegend marine Formation interpretiert worden, welche angeblich auf einem flachen Schelf unter offen marinen Bedingungen abgelagert worden war. Die Tonsteine wurden hierbei als restriktive Sedimente angesehen, welche sich in abgeschnürten Becken abgesetzt hatten. Die dominierenden Sandsteine und Kalke galten als hochenergetische marine Produkte.
Neuerdings hat sich jedoch ein Gesinnungswandel vollzogen, weswegen die Formation jetzt als ein an einer Küstenebene liegendes Dünenfeld angesehen wird. Die äolischen Sedimente waren demzufolge nach Süden vorgedrungen und hatten sich in Gebiete vorgeschoben, welche zuvor von der Watahomigi-Transgression überflutet worden waren. Die Sandstein-Tonstein-Zyklizität resultiert demnach aus Dünen, die episodisch von Gezeitenströmen oder Wadifluten beeinträchtigt und in einem wassersaturierten Zustand mit Ton überzogen wurden. Kontrollfaktoren waren Meeresspiegelschwankungen mit fluktuierenden Strandlinien oder saisonbedingte Regenzeiten mit Wadiüberschwemmungen. Die Strukturlosigkeit der Tonsteine beruht auf Sedimentbohrern, die bestehende Schichtungen vollkommen zerwühlten. Windstarke Perioden versetzten die Dünen erneut in Wanderschaft und ließen sie über die noch weichen Tonsteine gleiten.

## Bedeutung
Die Bedeutung der Manakacha-Formation liegt in der Tatsache begründet, dass ihre äolisch abgelagerten Sandsteine die ersten Aufzeichnungen eines Paläowindgürtels im amerikanischen Südwesten darstellen. Sie markieren den Beginn einer lang anhaltenden, vorwiegend äolisch beeinflussten Sedimentation, die mehr als 100 Millionen Jahre bis in den Jura andauern sollte. Die in westliche Richtung vorrückenden Dünen der Manakacha-Formation endeten schließlich in den Gezeitenästuaren des Grand Canyon Embayments.  Weiter im Westen wurden auf dem küstennahen, kalkhaltigen Schelf auf Sandbänken und Schorren exponierte Karbonate zu schräggeschichteten, karbonathaltigen Windsedimenten (Äolianiten) aufgearbeitet.

## Fossilien
Fossilien sind in der Manakacha-Formation nicht besonders häufig. Unter den Pflanzen finden sich in der Manakacha-Formation die Cyanobakterie (Cyanophyceae) Rivularites, Koniferenäste von Walchia, unbestimmte Farne (Polypodiidae) und andere Reste wie Pflanzenstängel. Als mikrobielle Spurenfossilien sind Stromatolithen erwähnenswert. Als Bioklasten von Algen erscheinen Girvanella und  Calcisphären wie Calcisphaera. Bei den Foraminiferen sind vor allem Fusuliniden anzuführen – mit den Taxa Eoschubertella, Fusulinella, Profusulinella, Pseudostaffella und Staffella. Als Kleinforaminiferen treten auf Apterrinellidae, Endothyridae mit Endotothyra, Endothyra bowmani, Endothyra media und  Endothyra teres, Eolasiodiscus, Eovolutina, Globivalvulina, Palaeonubicularia, Palaeotextulariidae, Polytaxis, Priscella und Tetrataxis.
Unter den Bioklasten von Invertebraten finden sich Reste von Brachiopoden der Taxa Anthrocospirifer occiduus und Anthrocospirifer tanoensis sowie Schizophoria, Bryozoen (Rhomboporoidae und Tabulipora), Gastropoden der Gattung Bellerophon, die Koralle Caninia, Muscheln (Bivalvia) wie Nuculopsis und Schizodus, Ostrakoden, Pelmatozoen und der Trilobit Paladin. Bei den Ichnofossilien sind neben seltenen Tetrapodenspuren des Taxons Chelichnus auch Wurmbauten (Scoyenia), Kriechgänge und Spuren von Invertebraten wie beispielsweise Pfeilschwanzkrebse zu beobachten. Der Chelichnusfund stellt das älteste bekannte Tetrapodenspurenfossil im Grand Canyon National Park dar und kann dem Spurenbiochron Notalacerta zugeordnet werden.

## Alter
Die Manakacha-Formation wird als mittleres Oberkarbon (spätes Bashkirium und frühes Moscovium) eingestuft und entspricht somit den nordamerikanischen Stufen Atokum und Desmoinium. Die Steilwandsektion konnte aufgrund diagnostischer Fusuliniden wie Profusulinella ins Atokum gestellt werden. Neuere Untersuchungen etablieren jetzt für das Atokum ein absolutes Alter von 319 bis 312 Millionen Jahren und für die Manakacha-Formation ein absolutes Alter von 316/315 bis 312/311 Millionen Jahren.

### Provenanz
Die Uran-Blei-Alter von detritischen Zirkonen aus der Manakacha-Formation lassen erkennen, dass ihre Sandkörner zwei Quellregionen entstammen. Einerseits den Ancestral Rocky Mountains und dem naheliegenden Defiance Uplift, andererseits dem Appalachen-Orogen. Aus den Appalachen stammende Körner waren wahrscheinlich vermittels großer Flusssysteme nach Westen transportiert und in dem nördlich des Colorado-Plateaus liegenden Meeresarm sedimentiert worden. Von dort gelangten sie mit Meeresströmungen nach Süden und wurden dann in Äolianiten der Manakacha-Formation inkorporiert.